# Simone Tiersonnier
Simone Tiersonnier (Salins, Jura, 8 de novembro de 1910 - 21 de julho de 1999) foi uma pintora e desenhista portuguesa de origem francesa.

## Biografia
Cursou as aulas de Pintura da Escola de Belas-Artes de Besançon e, depois, várias Academias de Paris, nos anos de 1931 a 1934. Em Baltimore, frequentou, de 1936 a 1937, as sessões de Pintura do Maryland Institute.
Duma técnica segura, revelou-se muito cedo uma desenhadora excelente, especialmente no retrato, que tem sido o seu tema predilecto.
Além de ter tomado parte em várias Exposições e Salões Anuais, realizou, até 1946, cinco Exposições individuais em França, Estados Unidos da América e Portugal, onde a crítica se lhe referiu elogiosamente.
Têm-lhe sido conferidos vários Prémios e Menções Honrosas nas Exposições em que tem comparticipado.
Era mulher do Prof. Doutor João Avelar Maia de Loureiro.